# Ypiranga Clube
Ypiranga Clube is een Braziliaanse voetbalclub uit de stad Macapá, in de staat Amapá.

## Geschiedenis
De club werd in 1963 opgericht op initiatief van priester Vitório Galliani. Omdat hij supporter was van het Italiaanse Internazionale werden deze clubkleuren overgenomen. In 1976 werd de club voor het eerst staatskampioen. In 1986 degradeerde de club uit de hoogste klasse, maar kon na één seizoen terugkeren.
In 1991 werd Ypiranga een profclub en won een jaar later een tweede titel. Met af en toe een jaar onderbreking speelt de club nog steeds in de hoogste klasse.

## Erelijst
Campeonato Amapaense
1976, 1992, 1994, 1997, 1999, 2002, 2003, 2018, 2020